# Chaozhou
Chaozhou (kinesisk: 潮州, Cháozhōu, Chiu Chow, Teochew eller Chaochow) er en by på præfekturniveau i provinsen Guangdong ved Kinas kyst til det Sydkinesiske Hav. Den ligger nord for Shantou.
Befolkningen anslås (2006) til 2.533.700, hvoraf 688 600 bor i byområdet.

## Administration
Bypræfekturet Chaozhou har et areal på 3,614 km2, og  administrerer fire enheder på amtsniveau: To distrikter og to amter.
- Xiangqiao distrikt (湘桥区)
- Fengxi distrikt (枫溪区)
- Chao'an amt (潮安县)
- Raoping amt (饶平县)

23°40′N 116°38′Ø / 23.667°N 116.633°Ø